# Borstal Boy
Borstal Boy è un'opera teatrale del drammaturgo irlandese americano Frank McMahon, basata sull'omonimo romanzo autobiografico di Brendan Behan. Il dramma debuttò a Dublino nel 1967 e tre anni dopo andò in scena con successo a Broadway, dove rimase in cartellone per 143 repliche e vinse il Tony Award alla migliore opera teatrale.

## Trama
Il giovane e idealista Behan raggiunge Liverpool da Dublino con un carico di esplosivi da utilizzare in un attentato dell'I.R.A. Il ragazzo viene scoperto, processato e condannato a tre anni di riformatorio, durante i quali i suoi ideali e spirito romantico verranno profondamente scossi.